# Europa Universalis II
Europa Universalis II is een real-time strategy-computerspel voor Windows en Mac OS X. Het is een historische simulatie dat zich afspeelt tussen 1419-1819. Het spel gebruikt dezelfde engine als zijn voorganger Europa Universalis, maar onderscheidt zich door de toevoeging van enkele belangrijke nieuwe features (functies) zoals:
- De mogelijkheid provincies te bekeren naar de staatsgodsdienst met missionarissen.
- Veel meer historical events (gebeurtenissen die het spel beïnvloeden), zoals de Rozenoorlog in Engeland en de val van de Gouden Horde. Ondanks dat de events van belangrijke landen, zoals Muscowy (dat door een event later Russia gaat heten) of the Netherlands, beter zijn uitgewerkt worden ook belangrijke gebeurtenissen in kleinere landen in het spel verwerkt. Wel moet worden gezegd dat de events buiten Europa en Azië heel schaars zijn.
- Interne politiek: de speler kan door middel van een aantal schuifbalken de interne politiek van zijn rijk beïnvloeden; men kan kiezen tussen bijvoorbeeld plutocratie of aristocratie, centralisatie of decentralisatie, vrije markt of mercantilisme, landmacht of zeemacht.
- Keuze uit alle landen op alle continenten.
- Napoleon's Ambition als nieuw scenario.

Modificaties
Modificaties (afkorting: mods) zijn downloadbare aanpassingen van de spelbestanden, door spelers gemaakt, doorgaans met het oog op een betere gameplay. Deze mogelijke aanpassingen omvatten, maar zijn niet beperkt tot: een verwijdering van de traditionele einddatum (1819), alternatieve historische dan wel fictieve scenario's, alternatieve wereldkaarten, en alternatieve historische en fictieve gebeurtenissen. Het succes van deze formule valt te verklaren door het feit dat dit een hoge mate van personalisatie toelaat. De voornaamste modificaties zijn:
- AGC-EEP (kort voor: Alternative Grand Campaign Event Exchange Project) beroept zich op de introductie van honderden nieuwe (vnl. historische, maar ook fictieve) gebeurtenissen boven op de reeds bestaande "events".
- Age of Nationalism, dat loopt van 1820 tot 1914.
- Mongol Empire Scenario dat legt de nadruk op de uitbreiding van het Mongoolse Rijk.
- Imperium Francorum Universalis, dat zich toelegt op Europa en het Midden-Oosten tijdens de vroege middeleeuwen.
- MyMap, dat een alternatieve, doch historisch verantwoorde versie van de wereldkaart biedt. Hierbij is aan alle continenten aandacht geschonken, doch de veranderingen zijn voor Azië het ingrijpendst (daar de maker ervan uit Azië afkomstig is).
- WATK (kort voor: World According To Kasparus) biedt een alternatieve, doch historisch verantwoorde versie van de wereldkaart (verschillend van MyMap). Hoewel ook hier de ganse kaart herwerkt is, ligt de nadruk hierbij vooral op de gebalanceerde gameplay.